# Eugène Richard
Pour les articles homonymes, voir Richard et Eugène Richard (homonymie).
Eugène Richard, né le 7 novembre 1867 à Yébleron et mort le 25 septembre 1935 à Rouen, est un homme politique français.

## Biographie
Eugène Richard fait ses études à l'Institution ecclésiastique d'Yvetot. Il est ensuite pharmacien à Yvetot jusqu'en 1924 puis professeur à l'école de médecine et de pharmacie de Rouen. Il est membre de la Société industrielle de Rouen à partir de 1916. Professeur également à l'école supérieure des sciences, il a une carrière politique tardive dans les rangs du parti radical-socialiste. Il entre au conseil municipal de Rouen en mai 1925 ainsi qu'au Conseil général en octobre 1928.
Premier adjoint de Georges Métayer en mai 1929, chargé de l'instruction et des beaux-arts, c'est lui qui organise les fêtes du cinquième centenaire de Jeanne d'Arc en 1931. Il est nommé chevalier de la Légion d'honneur la même année.
Élu maire le 17 mai 1935, il meurt 4 mois plus tard à son domicile du no 58 boulevard de l'Yser après une courte maladie. Ses obsèques sont célébrées dans l'église Saint-Romain de Rouen et il est inhumé au cimetière monumental de Rouen. Sa sépulture est ornée d'un médaillon dû à Albert Guilloux.
Son frère, Marcel Richard, est maire d'Yvetot.

## Distinctions
- Médaille commémorative de la guerre 1914–1918
- Médaille d'honneur des épidémies
- Officier de l'Instruction publique
- Chevalier de l'ordre du Mérite agricole
- Chevalier de la Légion d'honneur (11 novembre 1931)[4]. Il est fait chevalier par Georges Métayer, maire de Rouen, le 7 décembre 1931.

## Publications
- Précis d'hygiène appliquée, Paris, Doin, 1891 (OCLC 490513496)
- Eugène Richard, Georges Métayer et Jean Mistler, Cinquantenaire du Théâtre des Arts : Rouen 1932, Rouen, Lecerf, 1933 (OCLC 461579613)